# سان بيترو أفيلانا
سان بيترو أفيلانا هي بلدية في مقاطعة إزرنية في منطقة مليزة بجنوب إيطاليا، على بعد حوالي 50 كيلومتر (31 ميل) شمال غرب كمبباسة وحوالي 20 كيلومتر (12 ميل) شمال إزرنية. اعتبارًا من 31 ديسمبر 2004 ، كان عدد سكانها 630 نسمة وتبلغ مساحتها 45.0 كيلومتر مربع (17.4 ميل2) .